# Всесвітня виставка 1925

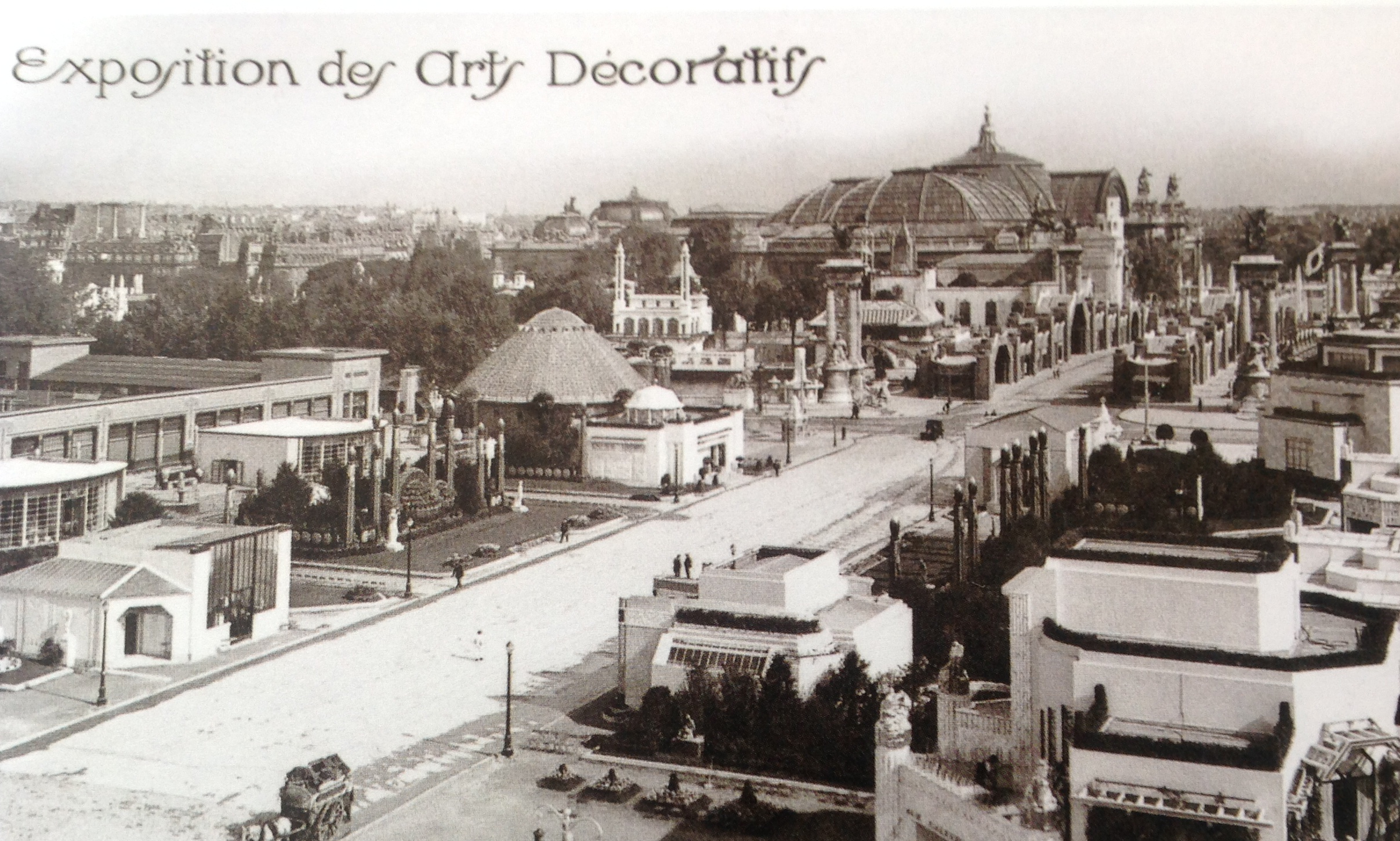
Листівка з Міжнародної виставки сучасних промислових і декоративних мистецтв (1925)

Міжнародна виставка декоративного мистецтва, або Міжнародна виставка сучасних промислових і декоративних мистецтв (фр. Exposition internationale des arts décoratifs et industriels modernes, англ. International Exposition of Modern Industrial and Decorative Arts) — міжнародна виставка архітектури, декоративного мистецтва та промислового дизайну, що відбулася в Парижі 1925 року.

## Історія
Подібну виставку планували ще 1914 року, проте через розпочату світову війну перенесли на майбутнє. Організувати виставку вдалося 1925 року в Парижі. Вона тривала з квітня по жовтень означеного року на території між Еспланадою Інвалідів та околиць Гран Пале та Пті Пале. На церемонії відкриття було 4000 осіб. 
- Французька сторона не запросила взяти участь в виставці Німеччину.
- 1924 року були відновлені дипломатичні стосунки з більшовицькою Росією. 1925 року більшовицька Росія була запрошена взяти участь у виставці.

## Відомі павільйони і художні особистості
Мистецтво того часу помітно розділилось на дві гілки - стиль ар-деко (що отримав власну назву від цієї виставки) та стиль модернізм, куди критики віднесли національні модерністські течії. Знайшлося чимало митців, що виступили з новими програмами і відійшли від природно-органічних рис стилю сецесія. В мистецтво, перш за все в архітектуру і дизайн, повернули строгість, симетрію, стилізований ордер, шліфований камінь тощо. Тобто, виставка була кульмінацією стилю ар-деко, який підтримали павільйони велетенських паризьких універмагів — Printemps і Galeries Lafayette. 
На тлі успішності павільйонів ар-деко дещо скромне, але помітне місце посіли павільйони СРСР та Франції, що були уособленням модернових і скандальних ідей. 
- Павільйон De L'Esprit Nouveau (Еспрі Нуво), створений Ле Корбюзьє, репрезентував житлове помешкання багатоквартирного будинку ( практично хмарочоса ) на двох рівнях. Окрім павільйону, Ле Корбюзьє демонстрував на виставці «Проєкт міста на 3 000 000 мешканців» та «План Вуазен». Дійсно авангардним і агресивно-руйнівним був саме «План Вуазен». За проєктом Ле Корбюзьє пропонувалось зруйнувати історичну частину Парижа, а на вивільненій площі вибудувати однакові 200-метрові будинки-хмарочоси. Мистецька і історична вартість кварталів Парижа не бралась до рахунків. На щастя, ніхто  не збирався руйнувати Париж і втілювати в життя напівбожевільну ідею Ле Корбюзьє.

- Радянський павільйон. Його автором був російський архітектор Костянтин Мельников. Павільйон було створено з деревини у вигляді цілком оголеної конструкції. Ніяких декоративних деталей не було, окрім сходинок та прозорої вежі-конструкції з написом СССР. Авангардно-руйнівно налаштований Ле Корбюзьє заявляв, що павільйон СРСР — єдиний, гідний огляду на виставці.
- Вадим Меллер був нагороджений Золотою медаллю за оформлення вистави " Секретар профспілки" театру Л.Курбаса ''Березіль''.[1]

- Власні картини на виставу надала і Тамара Лемпицька, смілива і суперечлива жінка-художниця польського походження. На декілька років вона стала модною художницею, відомою як у Франції, так і за її межами. Художниця виборола популярність і матеріальний успіх. Це дозволило облаштувати в Парижі велику квартиру, де були також її салон та майстерня. Велике помешкання Тамари було створене її сестрою, архітектором за фахом, Андрієною Горською, і було зразком стилю ар-деко, як і новітні меблі з хромованої сталі.

- Низку власних декоративних композицій дав на виставку французький скульптор і художник Фернан Леже.

- Серед творів скульпторів (де було репрезентовано 15000 творів) уславився Іван Мештрович.